# Вакцинація проти COVID-19 в Азербайджані
Вакцинація проти COVID-19 в Азербайджані — це кампанія масової імунізації населення Азербайджану проти COVID-19 під час пандемії коронавірусної хвороби. Для проведення боротьби з поширенням коронавірусної хвороби створений оперативний штаб при уряді Азербайджану. Цей штаб публікував статистику про кількість інфікованих за добу, померлих, темпах вакцинації, тестування на коронавірус.

## Проведення вакцинації
Органи, відповідальні за вакцинацію — міністерство охорони здоров'я Азербайджану, агентство обов'язкового медичного страхування, об'єднання територіальних медичних закладів.

### Місця проведення вакцинації
З метою проведення вакцинації громадяни звертаються до найближчого медичного закладу. Для осіб з обмеженими можливостями, та тих, які живуть у высокогірних районах, організовані пересувні медичні пункти вакцинації, які проводять вакцинацію на дому. Також є можливість записатися онлайн на вакцинацію на порталі електронного уряду.
Вакцинація проводилася в медичних закладах. У них створені кабінети реєстрації на вакцинацію, вакцинації, і пост-вакцинального очікування.

### Застосування вакцин
З початку вакцинації застосовувалась вакцина «Коронавак». На 12 жовтня 2021 року в Азербайджані застосовувалися вакцини «Коронавак» (від «Sinovac Biotech»), «Vaxzevria» від «AstraZeneca», «Pfizer—BioNTech», «Спутник V».

### Процедура вакцинації
Після проведення вакцинації особі видається сертифікат вакцинації першою дозою вакцини від COVID-19 або сертифікат вакцинації другою дозою вакцини від COVID-19. Вакцинація другою дозою вакцини проводиться через 28 днів після вакцинації першою дозою.
З 15 лютого 2022 року сертифікати про вакцинацію, видані більш ніж 6 місяців тому, рахуються недійсними.
Дані про проведення щеплень і видачу сертифіката заносяться в електронну систему e-Tebib.

### Термін дії сертифікатів
Термін дії сертифікатів:
- Сертифікат про вакцинацію від COVID-19:
  - термін дії виданих на початок вакцинації сертіфикатів — до 15 лютого 2022 року
  - з 15 лютого 2022 року термін дії встановлюється в 6 місяців з дати видачі.[12]
- Сертифікат про перенесену коронавірусну хворобу і набутий імунітет — 6 місяців
- Сертифікат про протипоказ до вакцинації — на термін, установлений лікарською комісією.
- Свідоцтво про від'ємний ПЛР-тест — 72 години з моменту видачі.

Передбачено також визнання COVID-сертифікатів, виданих іншими країнами.

### Статистика проведення вакцинації

#### 2021 рік
Вакцинація в Азербайджані розпочалась 18 січня 2021 року. На 2 жовтня 2021 року загальна кількість використаних доз вакцини склала 8623360. При цьому вакциновано первою дозою вакцини — 4778843 осіб, а другою дозою — 3844517 осіб.
На 5 жовтня 2021 року вакциновано більш ніж 90 % працівників освіти Баку.
На 6 жовтня 2021 року кількість вакцинованих обома дозами перевищила 4 мільйони осіб.
Запаси вакцини на 12 жовтня 2021 року складали близько 3 мільйонів доз.
На 12 жовтня 2021 року загальна кількість вакцинованих у країні перевищила 9 мільйонів осіб.
На 12 листопада 2021 року кількість вакцинованих перевищила 10 мільйонів осіб.
На листопад 2021 року 30 тисяч осіб отримали сертифікат про протипоказ вакцинації.
На 1 грудня 2021 року вакциновано 10567919 осіб. При цьому першою дозою вакцини вакциновано 5083530 осіб, другою дозою — 4573036 осіб. Бустерну дозу ввели 911353 особам.

#### 2022 рік
На 1 січня 2022 року загальна кількість вакцинованих першою дозою вакцини склала 5169392 осіб, другою дозою вакцини — 4676580 осіб, бустерною дозою — 1500271 осіб.
На 10 лютого 2022 года вакцинований 601 підліток.
На 4 серпня 2022 року введено 13824041 доз вакцини.
На 1 грудня 2022 года кількість вакцинованих першою дозою склало 5392935 осіб. Обома дозами — 4874045 осіб. Трьома дозами — 3391796 осіб. Бустерною дозою після позитивного тесту на коронавірус — 263986 осіб.